# Josephine Schulze-Killitschky

Josephine Schultz-Killitschky, Lithographie, um 1820

Josephine Schulze, auch Josephine Schultz und Josephine Schulz, geborene Maria Josepha Killitschky, (* 24. Juni 1791 in Wien-Josefstadt; † 1. Jänner 1880 in Freiburg im Breisgau) war eine österreichische Opernsängerin (Sopran).

## Leben
Josephine Schulze-Killitschky war die Tochter des Wiener Goldarbeiters Anton Joseph Killitschky und der Malerstochter Rosina, geb. Birkner. Ihre ältere Schwester Barbara (* 3. Juni 1781) heiratete den Violinisten Ignaz Schuppanzigh. Josephine wurde von Antonio Salieri in Wien ausgebildet und trat dort schon als Kind in Kirchen auf. Ihr öffentliches Debüt gab sie in dem großen Konzert, das Ludwig van Beethoven am 22. Dezember 1808 im Theater an der Wien gab, wo sie für Anna Milder einsprang und die Arie Ah perfido! op. 65 sang. Der Musikkritiker Johann Friedrich Reichardt, der sich unter den Zuhörern befand, sprach anerkennend von „Demoiselle Killizky, der schönen Böhmin [!], mit der schönen Stimme“. Der Korrespondent der Allgemeinen musikalischen Zeitung hob zwar auch ihre „sehr angenehme Stimme“ hervor, vermerkte aber auch „sehr wenig sichere und öfter falsche Töne“, die er als „Folge von Schüchternheit“ ansah. 1809 gab sie ihr Bühnendebüt als Mitglied der Wiener Hoftheater in Joseph Weigls Singspiel Ostade.
1810 erhielt sie ein Engagement in Breslau, wo sie am 28. Februar 1812 bei der Premiere von Gaspare Spontinis Vestalin die Titelrolle sang und damit „die erste Staffel ihrer Ruhmesleiter“ betrat. In demselben Jahr vermählte sie sich mit dem Juristen Ludewig Schulze, der später als Justiz-Commissarius am Berliner Kammergericht tätig war. Nach ihrer Heirat führte sie den Künstlernamen Josephine Schulze-Killitschky. In zeitgenössischen Berichten kommen auch andere Schreibarten vor. Da sich das Breslauer Theater gegen Ende des Jahres 1812 in einer akuten finanziellen Krise befand, wurden die Verträge mit den Sängern und Sängerinnen zum Ostertermin 1813 gekündigt. Zwar konnten die Kalamitäten des Theaters behoben und die Kündigungen zurückgenommen werden, doch Josephine Schulze-Killitschky verließ Breslau, nachdem sie am 17. April 1813 (Karfreitag) letztmals aufgetreten war.
1813 wurde sie als Erste Sängerin an die Königliche Oper in Berlin verpflichtet. Dort verkörperte sie bei der Berliner Erstaufführung von Beethovens Fidelio am 11. Oktober 1815 die Titelpartie. Unter den Zuhörern dieser von Bernhard Anselm Weber geleiteten Aufführung war der Dichter Clemens Brentano, der in seiner Besprechung bemerkte, sie hätte die Rolle „mit schöner Leidenschaft trefflich gesungen“, aber zugleich bedauernd festhielt, dass nur „die Verehrer des exzentrischen Bethovens“ [!] die Vorstellung besuchten. Auch von anderer Seite wurden nun „ihre trefflichen und unverwüstlichen Mittel“ gelobt, „ihre gediegene Schule, ihre glänzende Fertigkeit und überhaupt ihre gründliche musikalische Bildung“. Eine besondere Förderung erfuhr sie, als 1820 Gaspare Spontini zum Generalmusikdirektor nach Berlin berufen wurde. Nun rückte sie zur bevorzugten Sängerin der großen dramatischen Opernpartien auf. Während ihres Berliner Engagements gastierte sie „mit grossem Beifall“ in Kassel, Frankfurt am Main und Leipzig.
1831 wurde sie auf eigenen Wunsch aus gesundheitlichen Gründen entlassen, bezog eine Pension von 1000 Reichstalern und zog sich ins Privatleben zurück. Ausschlaggebend für den Rücktritt waren auch Missfallenskundgebungen des Publikums bei einer Vorstellung von Mozarts Don Giovanni, in der sie neben der Primadonna Henriette Sontag (Donna Elvira) die Rolle der Donna Anna sang.
Bis 1872 lebte sie in Berlin, zuletzt am Schiffbauerdamm 33; seit 1874 in Freiburg im Breisgau, wo sie zuletzt in der Wilhelmstraße 26a wohnte. Als sie dort in der Nacht zum 1. Januar 1880 starb, wurde ihr Alter in der Sterbeurkunde mit 84 Jahren angegeben, ebenso in den Hinterlassenschaftsakten. Die Angabe dürfte jedoch falsch sein, denn dann wäre sie bei ihrem Debüt (1808) erst ca. 13 Jahre gewesen. Realistischer waren wohl die Angaben in den Nekrologen der Fachpresse.

## Opernrepertoire (soweit dokumentiert)
Alphabetisch nach Komponisten, Titel kursiv, Rollen in Klammern:
- Daniel-François-Esprit Auber: Das Concert bei Hofe (Signora Carlini)
- Ludwig van Beethoven: Fidelio (Titelrolle)
- Gottlob Benedict Bierey: Rosette (Hannchen)
- Luigi Cherubini: Der Wasserträger (Gräfin Armand); Die Abenceragen (Noarime)
- Domenico Cimarosa: Il matrimonio segreto (Elisetta); Theatralische Abenteuer (Rosalba)
- Nicolas Dalayrac: Lehmann oder der Neustädter Thurm (Amelina)
- Dominique Della-Maria: Der Gefangene (Frau von Bellnau)
- André-Ernest-Modeste Grétry: Richard Löwenherz – mit einer Ouverture von Joseph Weigl (Margarethe)
- Christoph Willibald Gluck: Iphigenie in Aulis (Titelrolle)
- Nicolas Isouard: Das Frühstück der Junggesellen (Frau von Alwill); Röschen; genannt: Aescherling (Chlorinde und Thisbe)
- Bernhard Klein: Dido (Selene)
- Adolph Bernhard Marx: Jery und Bätely (Bätely)
- Étienne-Nicolas Méhul: Ariodant (Ina); Euphrosine (Gräfin Arles); Stratonice (Titelrolle)
- Giacomo Meyerbeer: Emma von Roxburg (Edmund)
- Wolfgang Amadé Mozart: Die Entführung aus dem Serail (Konstanze); Don Giovanni (Donna Anna, Donna Elvira); Figaros Hochzeit (Gräfin); Titus (Vitellia); Die Zauberflöte (Königin der Nacht und Pamina)
- Ferdinando Paër: Sargines (Sargines Sohn); Camilla (Titelrolle)
- Johann Peter Pixis: Almazinde (Titelrolle)
- Gioachino Rossini: Elisabeth (Titelrolle); Semiramis (Arsace); Tancred (Titelrolle)
- Antonio Salieri: Palmira, regina di Persia (Titelrolle)
- Georg Abraham Schneider: Die Verschworenen (Ludmilla)
- Louis Spohr: Faust (Kunigunde); Jessonda (Titelrolle)
- Gaspare Spontini: Agnes von Hohenstaufen (Constantia); Alcidor (Relaide und Oreane); Fernand Cortez (Amazily); La vestale (Julia und Ober-Vestalin); Nurmahal (Zelia und Namuna); Olympia: (Titelrolle und Statira)
- Ignaz Umlauf: Die schöne Schusterin (Susanne)
- Bernhard Anselm Weber: Sulmalle (Titelrolle)
- Carl Maria von Weber: Abu Hassan (Fatime); Euryanthe (Eglantine); Der Freischütz (Agathe)
- Joseph Weigl: Die Schweizer Familie (Emmeline); Nachtigall und Rabe (Damon); Ostade (Marie)
- Peter von Winter: Opferfest (Elvira und Myrrha)
- Niccolò Antonio Zingarelli: Julie und Romeo (Giulietta)

## Familie
Aus ihrer 1812 geschlossenen Ehe mit dem Polizeirat und Justiz-Commissar Carl Ludewig Schulze († 1841) hatte Josephine Schulze-Killitschky mehrere Kinder. Ihre Tochter Hedwig Schulze (* 1815 in Berlin; † 15. Mai 1845 ebenda) wurde gleichfalls eine erfolgreiche Sängerin (Sopran), die 1836 der Berliner Sing-Akademie und seit 1839 dem Königlichen Theater angehörte, das sie 1843 verließ, um nach Breslau zu gehen.
Außerdem hatte Josephine Schulze einen Sohn, Carl Friedrich Schulze (* 12. Februar 1817 in Berlin), der Jura studierte und 1837 sein Referendariat am Kammergericht absolvierte. Bei einem Streit mit seinem Referendarskollegen Carl Andreas Rudolph Langerhans (* 9. Juli 1810 in Berlin; † 29. Mai 1837 ebenda) kam es bei Steglitz zu einem Duell auf Pistolen. Dabei tötete Carl Friedrich Schulze seinen Gegner, den einzigen Sohn des Stadtgerichtsrats Carl August Langerhans (1776–1844; Bruder des Architekten Friedrich Wilhelm Langerhans) und der Christine Elisabeth Langerhans, geb. Schlegel (um 1783–1833), die ihrerseits von 1799 bis 1803 der Sing-Akademie angehörte. Dieser Fall erregte großes Aufsehen bei den Zeitgenossen und in der damaligen Presse.
1820 wohnte die Familie Schulze in Berlin in der Kronenstraße 10. Am 10. November 1824 kam ein weiterer Sohn, Hermann Carl zur Welt. Später lebte die Familie in der Berliner Friedrichstraße 153a. Nach dem Tod ihres Mannes wohnte die Witwe einige Jahre lang mit ihrer Tochter Hedwig Schulze in der Leipzigerstraße 29.
Josephine Schulze-Killitschkys Bruder Rudolph Killitschgy (* 1797 in Wien; † 6. Januar 1851 in Berlin) kam um 1810 nach Berlin, wurde von Ludwig Berger zum Pianisten ausgebildet und war von 1838 bis zu seinem Tod Klavierlehrer am Königlichen Institut für Kirchenmusik.
Ihre Schwester Barbara Killitschky (* 3. Juli 1781 in Wien) war seit dem 7. Mai 1807 mit dem Geiger und Beethoven-Freund Ignaz Schuppanzigh verheiratet.